# Buse des Galapagos
Buteo galapagoensis
Espèce
Statut de conservation UICN

 VU D1 : Vulnérable
Statut CITES
La Buse des Galapagos (Buteo galapagoensis) est une espèce de rapaces diurnes de la famille des Accipitridae.